# Nedre Lersjön
Nedre Lersjön är en sjö i Eda kommun i Värmland och ingår i Göta älvs huvudavrinningsområde. Sjön är 16 meter djup, har en yta på 1,45 kvadratkilometer och befinner sig 145,3 meter över havet. Sjön avvattnas av vattendraget Lillälven. Vid provfiske har bland annat abborre, gers, gädda och lake fångats i sjön.

## Delavrinningsområde
Nedre Lersjön ingår i det delavrinningsområde (664217-129710) som SMHI kallar för Utloppet av Nedre Lersjön. Medelhöjden är 178 meter över havet och ytan är 9,33 kvadratkilometer. Räknas de 2 avrinningsområdena uppströms in blir den ackumulerade arean 47,42 kvadratkilometer. Lillälven som avvattnar avrinningsområdet har biflödesordning 3, vilket innebär att vattnet flödar genom totalt 3 vattendrag innan det når havet efter 311 kilometer. Avrinningsområdet består mestadels av skog (80 procent). Avrinningsområdet har 1,55 kvadratkilometer vattenytor vilket ger det en sjöprocent på 16,6 procent.

## Fisk
Vid provfiske har följande fisk fångats i sjön:
- Abborre
- Gärs
- Gädda
- Lake
- Löja
- Mört
- Nors
- Sutare